# Schießen Sie auf den Pianisten
Schießen Sie auf den Pianisten ist ein französischer Kriminalfilm der Nouvelle Vague aus dem Jahre 1960, basierend auf dem Roman Down There von David Goodis. Die Regie führte François Truffaut.

## Handlung
Charlie Kohler arbeitet als namenloser Pianist in einer Pariser Vorstadtbar. In seiner Obhut hat er seinen jüngeren, ungefähr zehn oder zwölf Jahre alten Bruder Fido. Als überraschend Chico auftaucht, einer seiner beiden älteren Brüder, werden Charlie und seine Arbeitskollegin, die Kellnerin Léna, in eine Auseinandersetzung mit zwei Gangstern hineingezogen, die offenbar hinter Chico und dem gemeinsamen Bruder Richard her sind. Léna, die in den schüchternen Charlie verliebt ist, eröffnet ihm, dass sie von seiner Vergangenheit als berühmter Konzertpianist unter seinem richtigen Namen Edouard Saroyan weiß. 
Daraufhin vertraut er ihr seine Geschichte an, die der Film in einem langen Flashback erzählt: Vor Jahren war er glücklich mit seiner Frau Thérésa verheiratet, er stand am Anfang einer großen Laufbahn als Musiker. Aber ihre Beziehung begann unter Thérésas zunehmenden Depressionen zu leiden, schließlich offenbarte sie ihm, dass er den Beginn seiner Karriere nur dem Umstand verdankte, dass sie sich seinem Impresario Schmeel zuvor hingegeben hatte. Als er sich daraufhin im Affekt von ihr abwandte, nahm sie sich mit dem Sprung aus dem Fenster das Leben, und aus Edouard Saroyan wurde Charlie Kohler, der seine Vergangenheit hinter sich zu lassen suchte.
Léna will Charlie helfen, seine Lebenskrise zu überwinden und gemeinsam mit ihr an seine Karriere als Konzertpianist anzuknüpfen. Als sie zusammen dem Wirt der Bar kündigen wollen, kommt es zu einem Handgemenge, bei dem Charlie den Wirt in Notwehr ersticht. Mit Hilfe der Wirtin fliehen sie. Als sie erfahren, dass Fido von den Gangstern entführt wurde und diese Chico und Richard in der heimatlichen Provinz aufsuchen wollen, brechen Charlie und Léna auf, um die Brüder zu warnen und Fido zu retten. Im Elternhaus kommt es schließlich zur Schießerei mit den Gangstern, die Brüder Chico und Richard können fliehen, Lena wird angeschossen und stirbt in den Armen von Charlie und Fido.   
Die letzte Szene des Films spielt wieder in der Pariser Vorstadtbar. Die Wirtin stellt Charlie die neue Kellnerin vor, bevor dieser sich ans Klavier setzt und zu spielen beginnt.

## Hintergrund
- Der Film wurde in Schwarzweiß gedreht.
- Im August 1959, als er am Drehbuch arbeitete, fasste Truffaut seine Idee des Films in einem Brief an Charles Aznavour in diese Worte: „Es wird sozusagen ein Dokumentarfilm über die Schüchternheit.“[2]
- Die Dreharbeiten fanden im Zeitraum von Ende November 1959 bis Anfang Januar 1960 zum überwiegenden Teil in Levallois-Perret statt; einige Aufnahmen wurden in einer Brasserie an der Pariser Porte de Champerret gedreht und die Schlussszenen in den verschneiten Bergen in der Nähe von Sappey. Dort lag auch die Hütte, in die sich die Saroyan-Brüder zurückgezogen hatten.[3]
- Der Film ist auch als eine Hommage an die „Schwarze Serie“ zu verstehen.[4] Er enthält allerdings zahllose ironische Brechungen. So war beispielsweise in den 1960er Jahren die filmische Darstellung einer unbekleideten Frau nicht opportun. Truffaut setzte sich über dieses Tabu hinweg, indem er in einer Bettszene seinen Protagonisten Charlie zu der barbusigen Freundin, der Prostituierten Clarisse ironisch sagen lässt: „Vergiss nicht, dass so etwas in einem Film nicht erlaubt ist!“. Ein weiteres Beispiel: Als die beiden Gangster Fido entführen und ihm im Auto die absurdesten Geschichten auftischen[5], die Fido ihnen natürlich nicht abnimmt, sagt Momo, einer Gangster: „Wenn das nicht wahr ist, soll meine Mutter auf der Stelle tot umfallen.“ Schnitt. Und man sieht eine alte Frau, die sich an den Bauch greift und umfällt.

## Kritik
„Tragikomische Filmdichtung, die durch raffinierte Stilmittel und die Darstellungskunst von Charles Aznavour in Bann zu schlagen vermag. Zweiter Spielfilm von François Truffaut, durchdrungen von schwarzem Humor und liebenswerter Poesie.“

„Tirez sur le pianiste ist ein Film, der absichtlich außerhalb jeder Realität steht, der aber im freien Spiel der Bilder eine außerordentliche Schönheit und Konsequenz erreicht.“

## Synchronisation
Die deutsche Synchronfassung entstand bei der Simoton Film GmbH Berlin.
| Rolle          | Darsteller       | Synchronsprecher      |
| -------------- | ---------------- | --------------------- |
| Charlie Kohler | Charles Aznavour | Herbert Stass         |
| Clarisse       | Michèle Mercier  | Brigitte Grothum      |
| Concierge      | Alice Sapritch   | Elfe Schneider        |
| Ernest         | Daniel Boulanger | Fritz Tillmann        |
| Fido           | Richard Kanayan  | Ernst Jacobi          |
| Lars Schmeel   | Claude Heymann   | Friedrich Joloff      |
| Léna           | Marie Dubois     | Bettina Schön         |
| Mammy          | Catherine Lutz   | Gisela Reißmann       |
| Momo           | Claude Mansard   | Axel Monjé            |
| Plyne          | Serge Davri      | Franz Nicklisch       |
| Richard        | Jacques Aslanian | Heinz Petruo          |
| Thérésa        | Nicole Berger    | Eva Katharina Schultz |